# Suzuki GS 550 E
Die Suzuki GS 550 E ist ein sportlich ausgelegtes Motorrad der Marke Suzuki mit einem quer eingebauten Reihenvierzylindermotor. Sie füllte die Lücke zwischen der zweizylindrigen GS 400 und der ebenfalls vierzylindrigen GS 750. Sie wurde in den Jahren 1978 bis 1981 produziert.

## Technik
Suzuki trat 1976 mit den Modellen GS 400 mit Zweizylindermotor und der GS 750 mit Vierzylinder-Reihenmotor in den Markt der Viertakt-Motorräder ein. In die Lücke dazwischen – bereits von den Mitbewerbern erfolgreich besetzt – sollte die GS 550 E vordringen.
Anfang 1977 stellte Suzuki die GS 550 als Vierzylinder-Maschine in den USA vor. Ab Sommer 1977 war sie in Deutschland erhältlich. Sie basierte auf der GS 750.
Die GS 550 E hat einen von der GS 750 abgeleiteten Vierzylinder-Viertakt-Motor mit zwei obenliegenden Nockenwellen. Mit 56 mm Bohrung und 55,8 mm Hub ist er fast quadratisch ausgelegt. Die Steuerkette der Nockenwellen wird durch einen automatischen Kettenspanner (von Suzuki Posispanner genannt)  nachgestellt. Der Motor war für seine Laufruhe bekannt. Von der Zeitschrift Das Motorrad wurde die Laufruhe als „beeindruckend“ beschrieben.
Gebremst wird die GS 550 E mit einer Doppelscheibenbremsanlage am Vorderrad und im Gegensatz zur ursprünglichen GS 550 mit einer Scheibenbremse am Hinterrad.
Vorn hat die GS 550 E eine ölhydraulisch gedämpfte Teleskopgabel. Der Standrohrdurchmesser beträgt 35 mm, der Federweg 150 mm. Die Radaufhängung hinten besteht aus einer nadelgelagerten Schwinge mit zwei ölhydraulisch gedämpften Federbeinen. Die Federbasis ist fünffach verstellbar. Der Federweg beträgt 85 mm. Die Reifengrößen sind vorne 3,25 H 19 – 4 PR und hinten 3,75 H 18 – 4 PR.

## Sonstige Ausstattung
Die GS 550 E kann mit Kickstarter oder mit dem elektrischen Anlasser gestartet werden.  Die 4 Auspuffrohre werden zu zwei Schalldämpfern zusammengefasst, man spricht deshalb von einer 4-in-2 Auspuffanlage. Das Getriebe hat sechs Gänge. Cockpit mit Tachometer, Drehzahlmesser sowie Ganganzeige und Tankanzeige.

## Modellpflege
Die insgesamt erfolgreiche Modellreihe brachte verschiedene Varianten als Straßenmotorrad und Soft-Chopper hervor. Etwas unübersichtlich sind die verschiedenen Versionen benannt. Den Zusatz „E“ erhielten die Modell mit Alufelgen und Scheibenbremse hinten.
1977: Mit der Suzuki GS 550-B startete die Modellreihe mit Drahtspeichenrädern und Ein- (USA) bzw. Doppelscheibenbremse (Deutschland) vorn und Simplex-Trommelbremse hinten. Preis: 5.850 DM.
1978: Die GS 550-C war in zwei Ausführungen erhältlich. Die Suzuki GS 550 entsprach der B-Version mit Ausnahme der Lackierungen. Die GS 550 E erhielt hinten eine Scheibenbremse und Leichtmetallräder. Preis auf 6.650 DM gestiegen.
1979: GS 550 E-N entsprach dem 1978er Modell. Hinzu kam die L-Version im Chopper-Look.
1981: Die GS 550 E-X hatte technische Neuerungen. Kegelrollenlager ersetzten die bisherigen Kugellager der Lenkung. Die kontaktlose Transistorzündung (CDI) war wartungsfrei.

## Gebrauchtkauf
2013 waren noch 767 Maschinen dieser Baureihe registriert.
Für die GS 550 sprechen vor allem die ausgereifte, langlebige Technik. Das Fahrwerk wird modernen Ansprüchen gerecht und die Ersatzteilversorgung ist recht gut.
Aufgrund des 17-Liter-Tanks haben die meisten der gebrauchten GS 550 einen Kilometerstand zwischen 60.000 und 75.000. Problembereiche sind unter anderem Motorundichtigkeiten. Ölverluste können am Motorseitendeckel sowie am Zylinder, hier vor allem im Bereich des Zylinderkopfes auftreten. Die notwendigen Ersatzteile sind meist noch erhältlich und nicht teuer (Stand 2013). Generell kann die Ersatzteilversorgung bei älteren japanischen Motorrädern schwieriger werden, hauptsächlich wegen der von den Herstellern seit Jahrzehnten betriebenen schnellen Modellwechsel.